# Dolophrosyne mirax
Dolophrosyne mirax är en fjärilsart som beskrevs av Louis Beethoven Prout 1918. Dolophrosyne mirax ingår i släktet Dolophrosyne och familjen tandspinnare. Inga underarter finns listade i Catalogue of Life.